# Тејлор Хокинс
Оливер Тејлор Хокинс (енгл. Oliver Taylor Hawkins; Форт Ворт, 17. фебруар 1972 — Богота, 25. март 2022) био је амерички музичар, најпознатији као бубњар америчке рок групе Foo Fighters.